# 克罗地亚宗教
克羅埃西亞宗教（2021年人口普查）

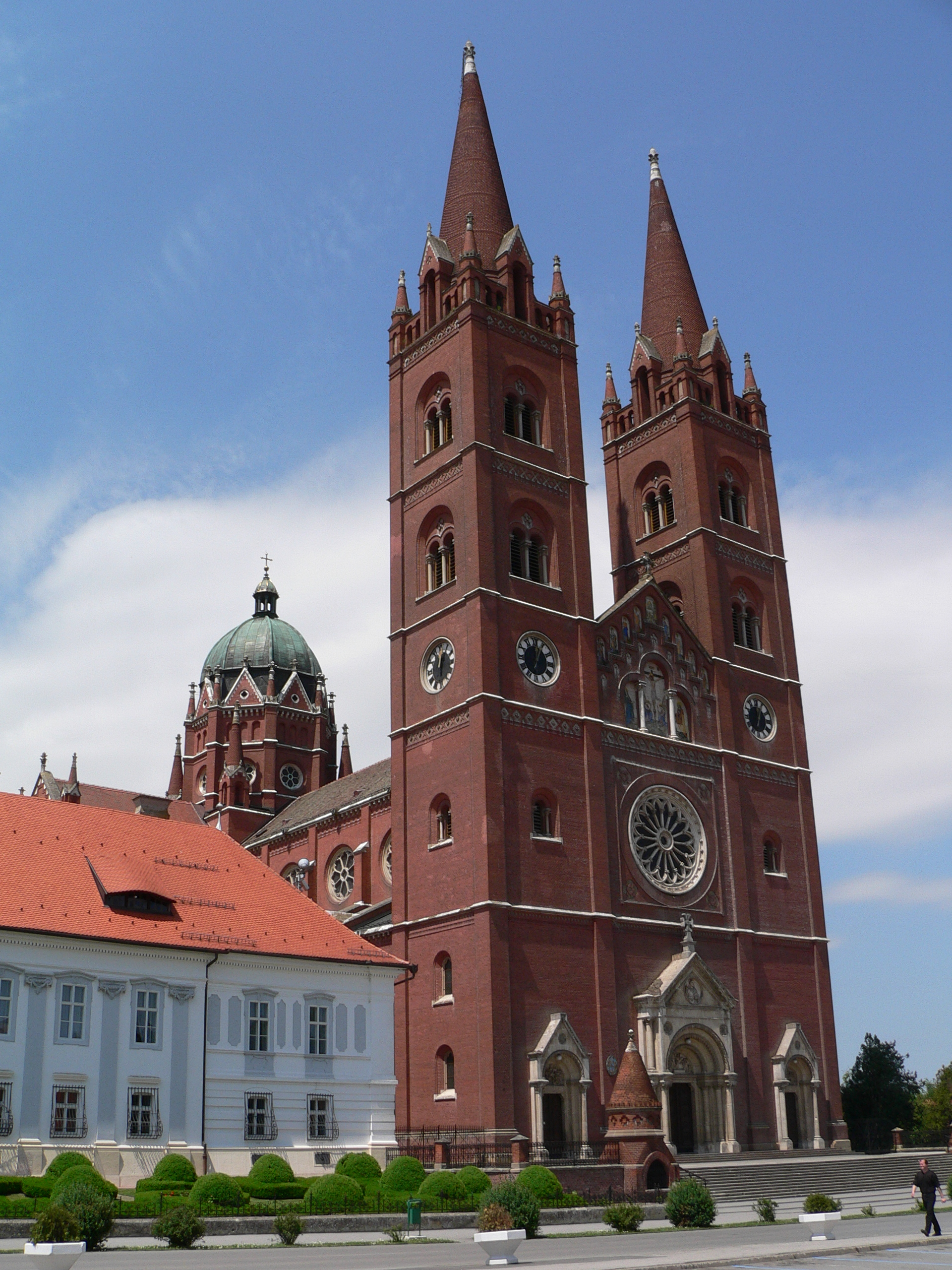
賈科沃的聖伯多祿聖保祿主教座堂

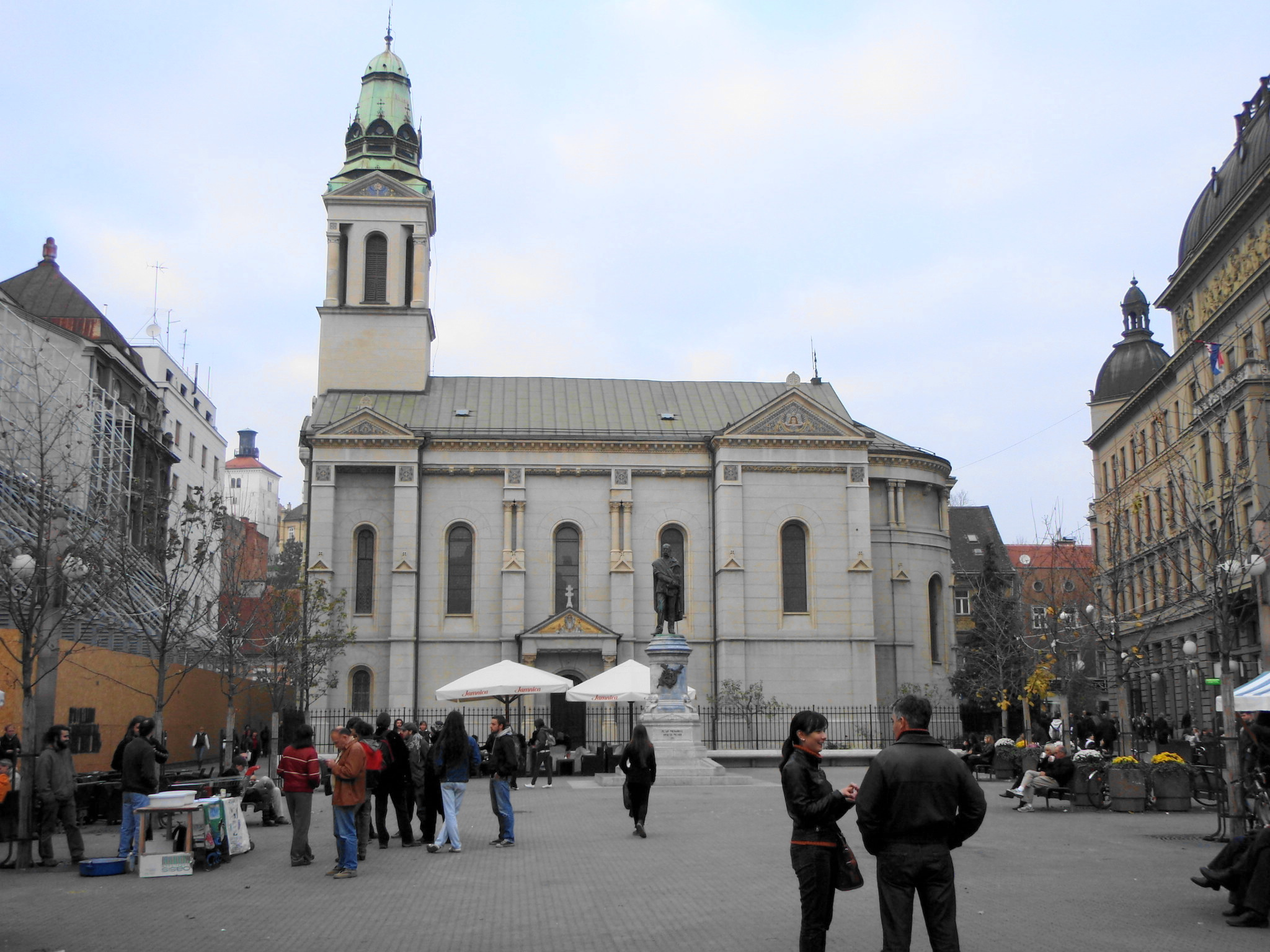
札格瑞布塞爾維亞正教會主教座堂

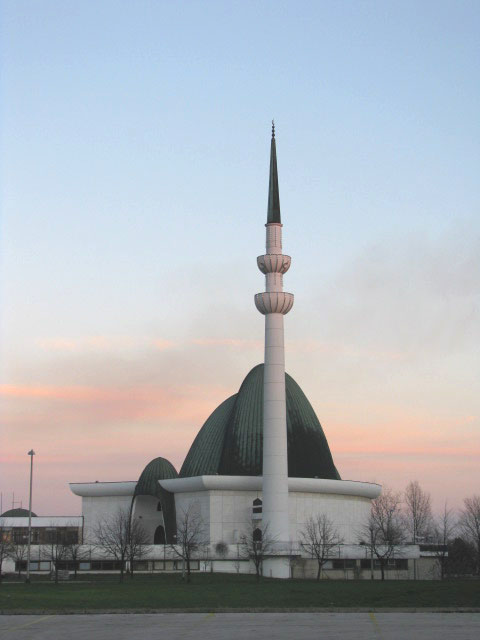
札格瑞布中央清真寺

克羅地亞最多信仰的宗教是基督教，克羅地亞大多數人口稱自己是天主教基督徒。根據2011年人口普查，86.28％的克羅地亞人是天主教信徒，而東正教信徒佔總人口的4.44％，穆斯林占1.47％，新教信徒佔人口的0.34％。3.81％的克羅地亞人是無宗教和無神論者，0.76％是不可知論者和宗教懷疑論者，2.17％未表態。在2005年歐盟統計調查中，克羅地亞67％的人口回答“他們相信有一位天主”。在2009年的蓋洛普中，70％的回答是肯定的：“宗教是你日常生活中重要的一部分嗎？” ；然而克羅地亞只有24％的人定期參加宗教活動。

## 歷史
克羅地亞以天主教為主要信仰；16世紀，新教傳到克羅地亞，但由於哈布斯堡王朝實施了反宗教改革，大部分新教信仰被驅逐。至今克羅地亞基督徒以天主教會為多數。

## 外部連結
- Registry of Religious Communities, Ministry of Public Administration, Government of the Republic of Croatia （克羅埃西亞文）